# Lilium huidongense
Lilium huidongense (em chinês: 会东百合=hui dong bai he) é uma espécie de planta com flor, pertencente à família Liliaceae.
A planta é nativa das províncias de Sichuan e Guangdong da República Popular da China e alcança a altura de 50 cm florescendo a uma altitude acima de 3 200 metros.